# Bistum Lishui
Das Bistum Lishui (lat.: Dioecesis Liscioeivensis) ist ein römisch-katholisches Bistum mit Sitz in Lishui in der Volksrepublik China.

## Geschichte
Papst Pius XI. gründete mit dem Breve Ut ea praestemus  die Apostolische Präfektur Chuchow am 2. Juli 1931 aus Gebietsabtretungen des Apostolischen Vikariats Ningpo. Es wurde von Propaganda Fide der kanadischen Scarboro Foreign Mission Society  als Missionsgebiet zugewiesen. Am 18. Mai 1937 nahm sie den Namen an und 10 Tage später wurde sie in den Rang eines Apostolischen Vikariats erhoben. Mit der Apostolischen Konstitution Apostolicam in Sinis wurde es am 13. Mai 1948 zum Bistum erhoben.

## Ordinarien

### Apostolischer Präfekt von Chuchow/Lishui
- William Cecil McGrath SFM (4. März 1932 – 28. Mai 1937)

### Apostolischer Vikar von Lishui
- William Cecil McGrath SFM (28. Mai 1937–1941, zurückgetreten)

### Bischöfe von Lishui
- Kenneth Roderick Turner SFM (13. Mai 1948 – 31. Oktober 1983, gestorben)